# Kamen Barbarians
Die Kamen Barbarians sind eine Sledge-Eishockeymannschaft aus Kamen und die erste aus dem Ruhrgebiet. Sie wurden im Oktober 2004 gegründet und sind seit dem April 2005 im Vereinsregister eingetragen. Sie spielen als eine von sechs Mannschaften in der Deutschen Sledge-Eishockey Liga.

## Geschichte
Nach der Gründung im Oktober 2004 bildeten die Barbarians unter dem Namen SG Kamen/Wiehl ab der Saison 2005/06 eine Spielgemeinschaft mit den Yetis Wiehl. In der Spielzeit 2007/08 sicherte sich diese erstmals den Titel des Deutschen Meisters, als sie beide Duelle gegen den Serien-Meister Hannover Scorpions gewann.
Nach der Spielzeit 2007/08 übernahmen die Kamen Barbarians den Platz der Spielgemeinschaft in der DSL, während die Yetis seit 2008 als Wiehl Penguins an der DSL teilnehmen.

## Saisonstatistik
Abkürzungen: Sp = Spiele, S = Siege, SnP = Siege nach Penaltyschießen, U = Unentschieden, NnP = Niederlagen nach Penaltyschießen, N = Niederlagen, ET = Erzielte Tore, GT = Gegentore, TD = Tordifferenz, Pkt = Punkte
| Saison  | Sp | S  | SnP | NnP | N | ET  | GT | TD  | Pkt | Platzierung |
| ------- | -- | -- | --- | --- | - | --- | -- | --- | --- | ----------- |
| 2008/09 | 10 | 7  | 0   | 0   | 3 | 44  | 26 | +18 | 21  | 3. Platz    |
| 2009/10 | 10 | 8  | 0   | 0   | 2 | 51  | 22 | +29 | 24  | 2. Platz    |
| 2010/11 | 10 | 6  | 0   | 1   | 3 | 37  | 35 | +2  | 19  | 3. Platz    |
| Gesamt  | 30 | 21 | 0   | 1   | 8 | 132 | 83 | +49 | 64  |             |